# 킴 포이리어

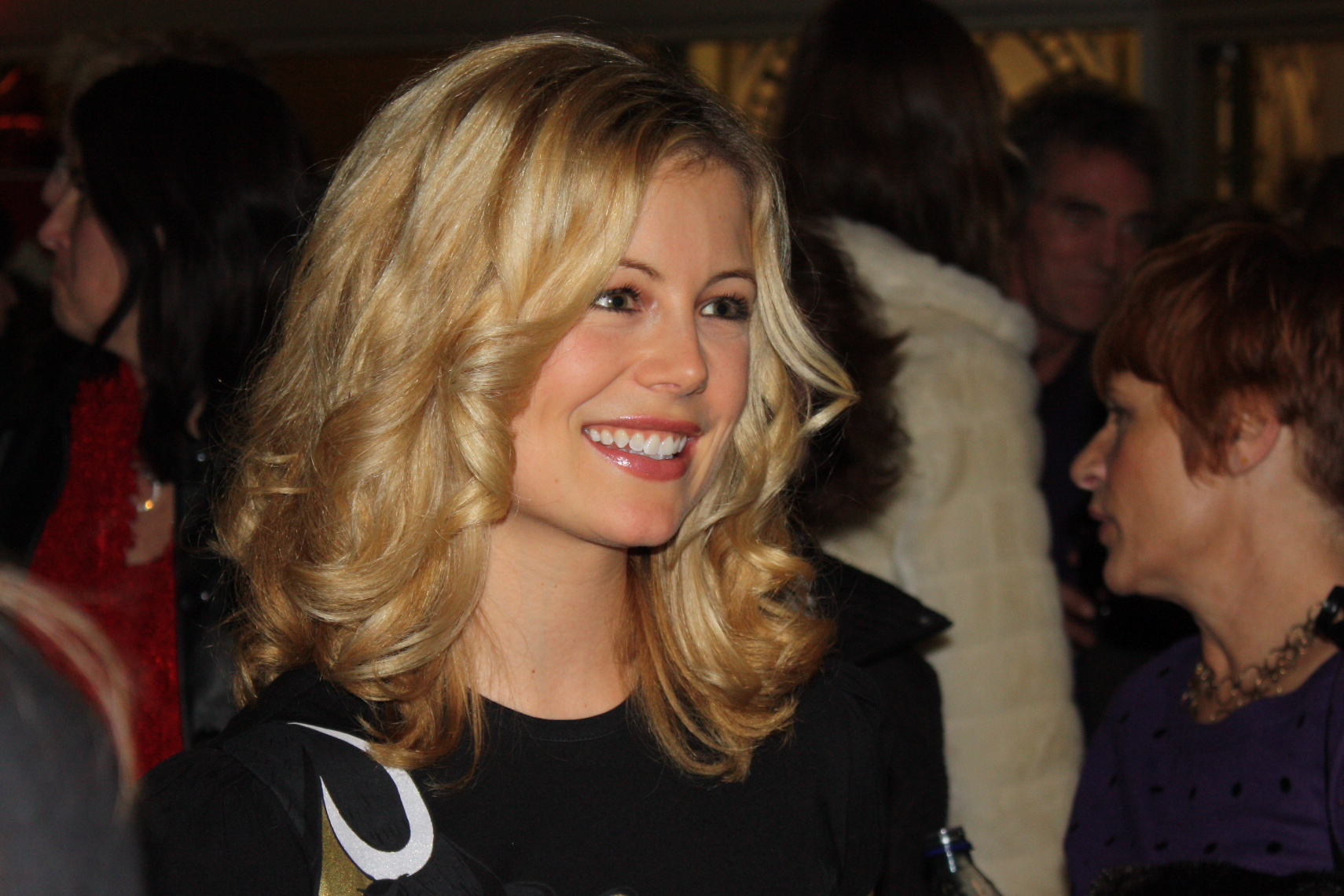

킴 포이리어(Kim Poirier, 1980년 2월 6일 ~ )는 캐나다의 배우, TV 사회자, 가수, 영화배우이다.
드러먼드빌에서 태어났다.

## 영화
- 닥터 킬러 패밀리 (2015년)
- 노 오디너리 히어로: 슈퍼디파이 무비 (2013년) - 에리카 역
- 어웨이큰 (2012년) - 크리스티 역
- 노멀 (2011년)
- 디코이스:에일리언의유혹 (2007년)
- 디코이스 (2004년)
- 새벽의 저주 (2004년) - 모니카 역
- 아메리칸 싸이코 2 (2002년)
- 다크 콜로니 (2001년)